# Newtonia fanovanae
Newtonia fanovanae е вид птица от семейство Vangidae. Видът е световно застрашен, със статут Уязвим.

## Разпространение
Видът е разпространен в Мадагаскар.